# Carl von Mannlich

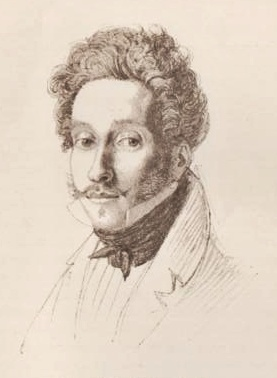
Porträtzeichnung (Peter von Hess, um 1820)

Carl von Mannlich, voller Name Carl August Christian von Mannlich (* 17. Juli 1787 in Zweibrücken; † 13. Mai 1832 ebenda) war ein königlich-bayerischer Offizier und Forstbeamter.

## Biografie
Er war der einzige Sohn des geadelten Hofmalers und Architekten Johann Christian von Mannlich (1741–1822) und dessen Frau Barbara geb. Simon (1752–1794). In Zweibrücken ansässig, überschatteten die Auswirkungen der Französischen Revolution seine Kindheit. Unter anderem brannten die Franzosen 1793 das nahe Schloss Karlsberg nieder, dessen Bau sein Vater geleitet und von wo dieser einen Großteil des wertvollen Inventars nach Mannheim und München gerettet hatte.
Nach dem frühen Tod der Mutter lebte Carl von Mannlich ab 1800 beim Vater in München. Hier besuchte er bis 1804 das Kadettenkorps, was jedoch seinem Vater missfiel. So schickte er ihn auf die Forstschule Freising. 1805 meldete sich Mannlich freiwillig zum Kampf gegen Österreich. Nach dem Feldzug bestand sein Vater auf Fortsetzung der Forstausbildung. 1809, im erneuten Kampf gegen Österreich, meldete sich Carl von Mannlich wieder freiwillig zur Armee und avancierte zum Leutnant im 1. Dragoner-Regiment. Nach Ende des Krieges lebte er am Hof in München, wo sein Vater beim König sehr angesehen war. Eine besondere Freundschaft verband den jungen Mann mit dem französischen Botschafter Louis Marie de Narbonne-Lara (1755–1813).
Am Russlandfeldzug von 1812 nahm Mannlich als Offizier des 1. Bayerischen Chevaulegers-Regiments teil, wobei seine Einheit der Brigade des französischen Generals Jean-Baptiste Dommanget (1769–1848) angehörte, dessen Adjutant er wurde. Sein Militärpferd war ein persönliches Geschenk des Königs. In der Schlacht von Borodino erlitt er eine schwere Kartätschenverwundung, wobei es ihm ein Stück des Beckenknochens wegriss. Neben ihm wurde sein Jugendfreund, der Wittelsbacher Karl August von Zweybrücken (1784–1812), Enkel des Herzogs Christian IV. von Pfalz-Zweibrücken, tödlich getroffen. General Dommanget und Carl von Mannlich waren überdies Augenzeugen, wie eine Kanonenkugel dem an der Spitze seines Regiments stürmenden Kommandeur, Oberst Graf Gustav von Sayn-Wittgenstein (1773–1812), Schwiegersohn des Freiherrn Christian von Zweybrücken, die Schulter wegschoss; beide trugen ihn aus dem Kampfgetümmel und standen ihm im Sterben bei.

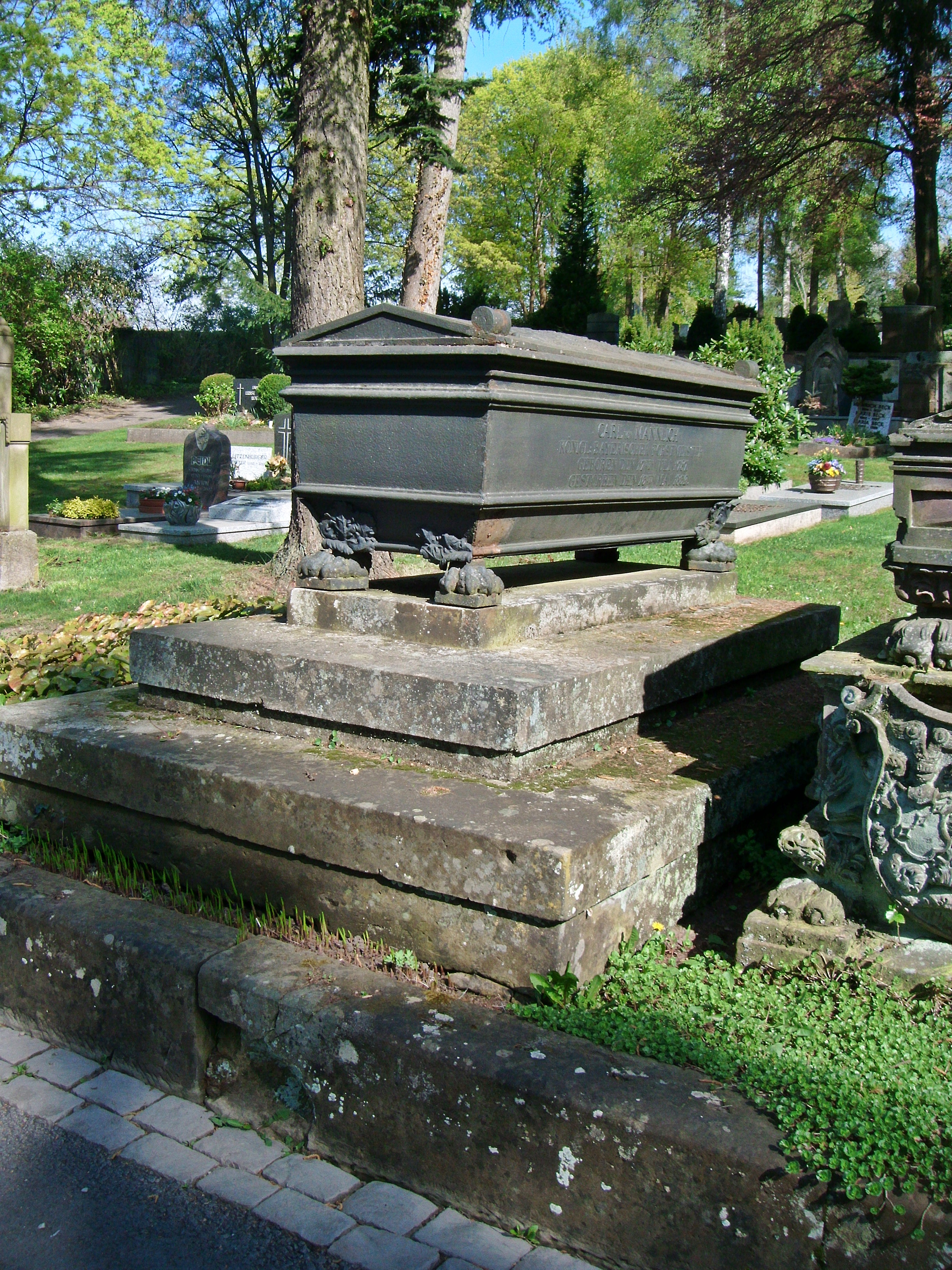
Grabstätte, Hauptfriedhof Zweibrücken

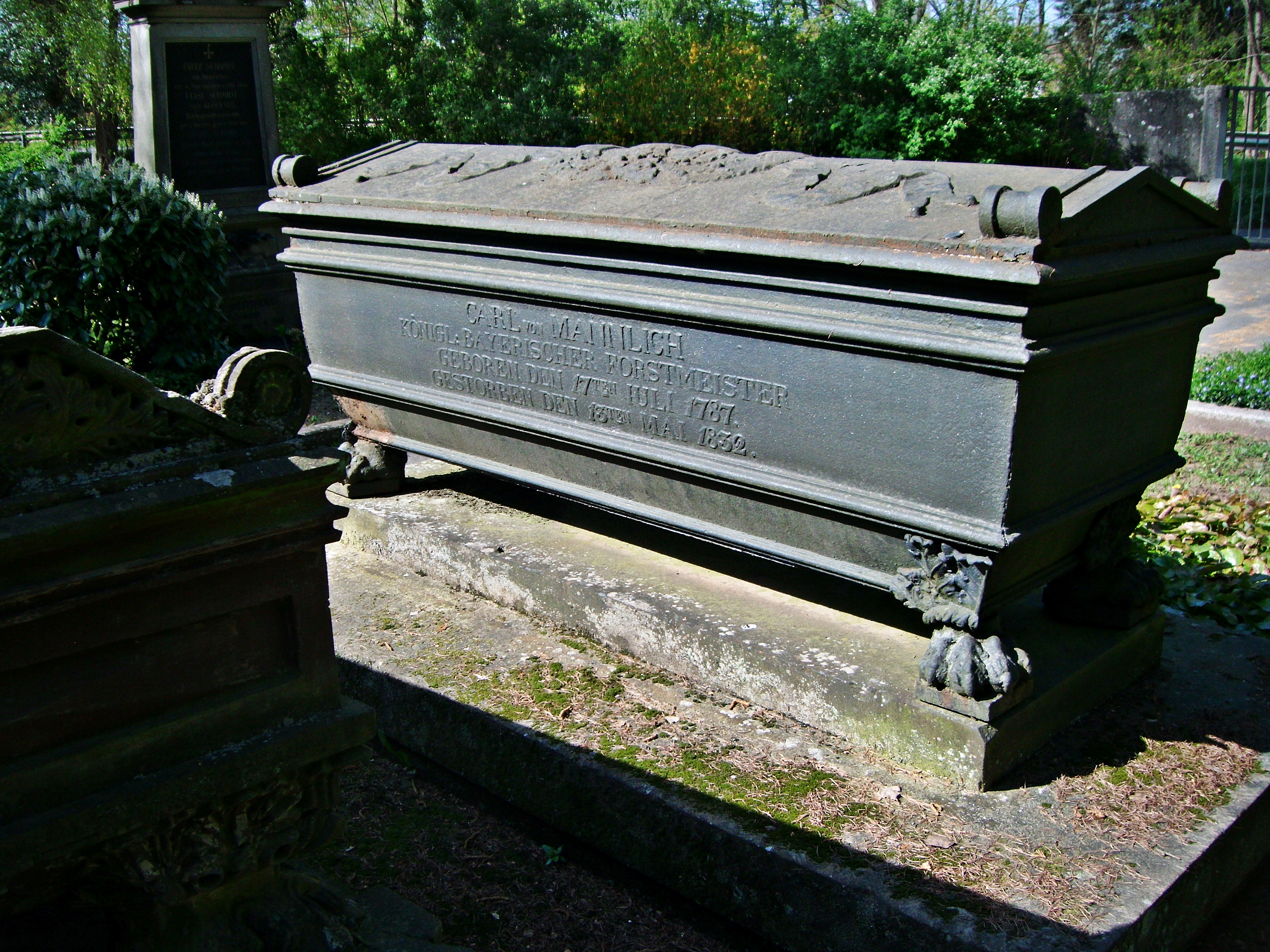
Sarkophag, Hauptfriedhof Zweibrücken

Verletzt schleppte sich Carl von Mannlich nach der Schlacht bis nach Moskau und verletzt trat er im Oktober von dort den Rückzug an. Unter Aufbietung seiner letzten Kräfte erreichte er schließlich Wilna. Hier erholte sich der Offizier etwas. Die immer noch offene Wunde konnte versorgt werden, bald erkrankte er jedoch auch an Typhus.
Über Berlin und Leipzig kehrte Mannlich nach München zurück. Durch die vom Vater veranlasste Pflege gesundete der Offizier und nahm bereits 1813 wieder als Rittmeister und Führer einer Schwadron an der Schlacht bei Hanau teil. Während der Belagerung von Belfort zeichnete er sich am 28. Dezember 1813 aus, indem er, gemeinsam mit dem Infanterieoberst Karl Peter von Theobald, einen heftigen feindlichen Ausfall zurückwies, wobei sie mehrere Gegner gefangen nahmen und an eigenen Leuten keinerlei Verluste hatten. 1814 kämpfte Mannlich in der Schlacht von Arcis-sur-Aube und beteiligte sich an Einnahme von Paris. 1815 kam er, nach dem Sieg bei Waterloo, erneut nach Paris. Schließlich kehrte er mit seinem Regiment in die Heimat zurück, wo es Zweibrücken als Garnison erhielt.
1816 verheiratete sich Carl von Mannlich mit Charlotte Hannitz (1799–1874) und schied im Januar 1822 krankheitsbedingt aus dem Militärdienst aus, worauf ihn König Max I. Joseph in den Forstdienst übernahm und zum Forstmeister von Zweibrücken einsetzte. Bereits 1831 musste Mannlich auch hier krankheitsbedingt seinen Abschied einreichen. Er wollte 1832 nach München, um dort zu sterben und an der Seite seines Vaters begraben zu werden. Am Tag der geplanten Abreise starb er in Zweibrücken und wurde auf dem dortigen Hauptfriedhof beigesetzt. Hier blieb sein außergewöhnliches Grab erhalten, ein klassizistischer Gusseisen-Sarkophag auf einem dreistufigen Steinsockel, der in die Denkmalliste der Stadt aufgenommen ist.

Der Vater Johann Christian von Mannlich berichtet in seinen Memoiren Rokoko und Revolution ausführlich über die militärischen Erlebnisse seines Sohnes und lässt ihn darin durch Briefzitate auch selbst zu Wort kommen. Carl von Mannlich beschreibt hier sehr anschaulich seinen Aufenthalt im besetzten Moskau, den Rückzug durch Russland und seine Ankunft in München, wo ihn der König sofort zu sich rief. Das Pferd, das der König ihm zu Beginn des Feldzuges geschenkt hatte, hatte Mannlich bis nach Moskau und wieder zurück nach München getragen. Über seinen Moskauer Aufenthalt schrieb der Offizier: 

„Sie waren alle zu Krämern geworden. Überall sah man sie sitzen, mit dem Kreuz der Ehrenlegion auf der Brust und damit beschäftigt nach Gewicht und Elle fremdes Gut an den Mann zu bringen. Unser Auszug bot ein köstliches Schauspiel dar: Mehr als 60 der schönsten englischen Wagen aus den Moskauer Remisen bewegten sich zur Stadt hinaus, bepackt mit Bildern, Pendulen, chinesischem Porzellan und manch anderem Beutestück – Trophäen unserer glorreichen Expedition. Ich begnügte mich mit den beiden Troikas, die ich mit gutem Gewissen als meine Beute betrachten konnte, belud sie hoch mit Hafer, Heu, Kartoffeln, Wein und Brot, da ich wohl wußte, welches Land wir zu durchqueren hätten.“

## Nachkommen
Carl von Mannlich hatte mehrere Kinder, u. a. die Tochter Caroline Amalie (1819–1847), die Friedrich August von Hofenfels (1814–50), den Enkel des früheren pfalz-zweibrückischen Ministers Johann Christian von Hofenfels, geheiratet hatte. Beider Grabmal, in Form eines wappengeschmückten Doppelsarkophags aus Sandstein, befindet sich auf dem Zweibrücker Friedhof, neben dem von Mannlich.